# 放芸
株式会社放芸は、日本の番組制作会社である。本社は東京都中央区銀座1丁目。1987年に社名を「株式会社放芸」に改称、現在に至る。
主な業務内容は、テレビ番組・ラジオ番組、CM、イベント、コマーシャルソングなどの企画制作。

## 主な制作番組

### テレビ
- 元気!!カンパニー（2002年7月 - 9月に放送）
- 企業見聞録（2003年7月 - 9月・2004年7月 - 9月に放送）
- MUSIC JAPAN（テラモバイル・岩手めんこいテレビとの共同制作）
全国32局ネットにて2005年10月 - 2006年6月に放送。
- MUSIC>HOLIC　（テラモバイル・岩手めんこいテレビとの共同制作）
全国32局ネットにて2006年7月 - 2007年3月に放送。

### ラジオ
- THE IDOLM@STER STATION!!!（ラジオ大阪 → ニコニコ生放送）
- Beatles My Life（パーソナリティ瀬戸口修、山陽放送などで放送）
- おはようミュージック（パーソナリティ佐方三枝子、四国放送・山陽放送にて放送）
- 祥子のチョット・CHAT・CHAT（パーソナリティ菅原祥子、栃木放送にて放送）
- 落語名人会（パーソナリティ上恭之介、高知放送にて放送。岐阜放送は2008年6月30日まで放送）
- 湯けむりの里（パーソナリティ上恭之介、秋田放送にて放送）
- お茶のある風景（パーソナリティ蒔村三枝子、北陸放送・山陽放送・福井放送にて放送）
- 黒沢良のマイルドタイム（中部日本放送などで放送）